# Palomita (historieta)
Palomita fue una popular tira cómica chilena creada por el dibujante Eduardo de la Barra. Fue publicada desde 1984 en el diario "La Cuarta" en formato de tira cómica, más una versión de mayor tamaño y a todo color que aparecía una vez a la semana en el extinto suplemento de juegos y entretención "Hachita y Cuarta". En los últimos años, la tira diaria abandonó su antiguo formato blanco y negro por uno a todo color.
Fue retirada del periódico el 28 de noviembre de 2013, tras la muerte de su creador.
El estilo de la tira cómica era de humor sexy, con chistes de doble sentido y desnudos parciales e incluso totales, pero todo cuidadosamente planeado para no caer nunca en la grosería ni mostrar nada explícito.

## Argumento
La tira cómica mostraba las situaciones diarias y desventuras de una rubia hermosa e ingenua llamada "Palomita" que vive junto a su silencioso perro mascota, llamado "Platón." Palomita practica el amor libre y suele ser cortejada por más de un novio o amante a la vez, o bien es acosada por hombres que intentan seducirla o aprovecharse de su ingenuidad. También es frecuente verla usando sus encantos para obtener la atención de los hombres o conseguir algo que desee, por ejemplo un aumento de sueldo, con diferentes grados de éxito.
Muchos de los chistes y situaciones de la tira cómica giran en torno a la atracción que Palomita (a veces involuntariamente) provoca a su paso y las descabelladas técnicas de seducción que muchos hombres utilizan para obtener una cita o llevarla a su cama, con diferentes grados de éxito. Otros chistes están directamente relacionados con la ingenuidad del personaje, ya que Palomita suele no darse cuenta de lo que realmente pasa (o está a punto de pasar) y es muy fácil de engañar: Por ejemplo, que un fotógrafo la convenza de que las fotos del carnet se toman desnuda y a cuerpo entero, o que un jugador de cartas la convenza de que las derrotas en el strip poker se pagan en la cama. Sin embargo, Palomita es ingenua pero no estúpida y no es extraño ver a más de un embaucador recibiendo una bien merecida paliza. 
Otros gags recurrentes en la tira cómica se basan en situaciones que dejan a Palomita completamente desnuda y las reacciones de la gente a su alrededor: por ejemplo posando desnuda para un pintor más interesado en ella que en su obra, o bien desnudándose enfrente a un enfermo agónico para hacerle reaccionar. También es propensa a ser acosada por mirones mientras se viste o baña y tampoco es raro que sufra "accidentes" que le hacen perder sus ropas en lugares públicos, especialmente playas y piscinas.

Otras situaciones son provocadas por la misma Palomita: por ejemplo, tiene el hábito de nadar o tomar sol desnuda cuando cree que nadie la ve y a veces reacciona de manera insólita frente a algunos comentarios: si alguien le dice que su ropa es demasiado provocativa, Palomita inmediatamente se disculpa y se la quita para no seguir provocando a nadie.
Otro gag recurrente en la tira cómica toma como contexto el hecho de que Palomita tiene una pareja estable (marido o novio) a quién engaña con otro hombre; en estos casos este último por lo regular es mostrado cerca de ella, enfrentándose a la enfurecida pareja de Palomita después de haber sido descubierto teniendo relaciones con ella (o intentando tenerlas), al tiempo que Palomita da una excusa barata y poco convincente para justificar el haber accedido a la infidelidad.

## Personajes
Palomita: Protagonista de la tira cómica. Es una chica rubia de cabello ondulado y figura espectacular, cuyo gran entusiasmo, ingenuidad y afición por tener aventuras amorosas con hombres solteros o casados forman una combinación explosiva que da pie a todas las aventuras y desventuras mostradas en la tira cómica. Adora divertirse, disfrutar la naturaleza, ayudar a sus semejantes y por supuesto, también disfruta mucho de la compañía ocasional de uno o más hombres a la vez.
A diferencia de muchos personajes femeninos de humor sexy, Palomita se mantiene económicamente estable e independiente gracias a un sinfín de trabajos esporádicos que van desde empleos cotidianos como recepcionista, vendedora, secretaria, enfermera, etc. hasta los más inusuales como escritora, modelo desnuda para artistas, extra de cine, corista e incluso actriz en películas para adultos. Aunque a veces convive con su novio de turno, Palomita generalmente vive sola, acompañada únicamente por su paciente (y filosófico) perro Platón. 
 De acuerdo a su creador, Palomita tiene 22 años de edad y mide 1,70 de altura.
Platón: El escuálido perro mascota de Palomita. El personaje aparece en todas las tiras junto a su ama, generalmente haciendo silenciosos comentarios y reflexiones sobre las relaciones de su ama con el resto del mundo o bien, sobre los problemas y situaciones en que ésta suele meterse.
Durante los días en que las aventuras de su ama eran publicada en el suplemento "Hachita y Cuarta" Platón ocupaba su lugar en el diario con una tira cómica para él solo, en la que hacía comentarios referentes a la farándula o actualidad acompañado de un paciente gato que agregaba sus propias ideas o reflexiones acerca de los comentarios de Platón.
Hay que destacar que pese a ser su perro guardián, Platón nunca hace nada para defender a su ama de los embaucadores y galanes que suelen acosarla, limitándose a sólo hacer gestos de desapruebo.